# Macrothemis inequiunguis
Espèce
Macrothemis inequiunguis est une espèce de libellules appartenant à la famille des Libellulidae dans l'ordre des odonates.

## Description
Macrothemis inequiunguis est une espèce néotropicale mesurant 33-36 mm de long. Le mâle possède des yeux bleu turquoise et le front et le vertex sont bleu métallique. Le thorax est brun avec trois bandes latérales jaunes. Ses ailes antérieures et postérieures sont transparentes. Son abdomen est noir avec un motif blanc crème sur le septième segment. La femelle a les yeux vert grisâtre avec du rouge bourgogne, son front est beige et le vertex bleu. Les ailes antérieures et postérieures sont transparentes avec une tache noire à l'extrémité de celles-ci.

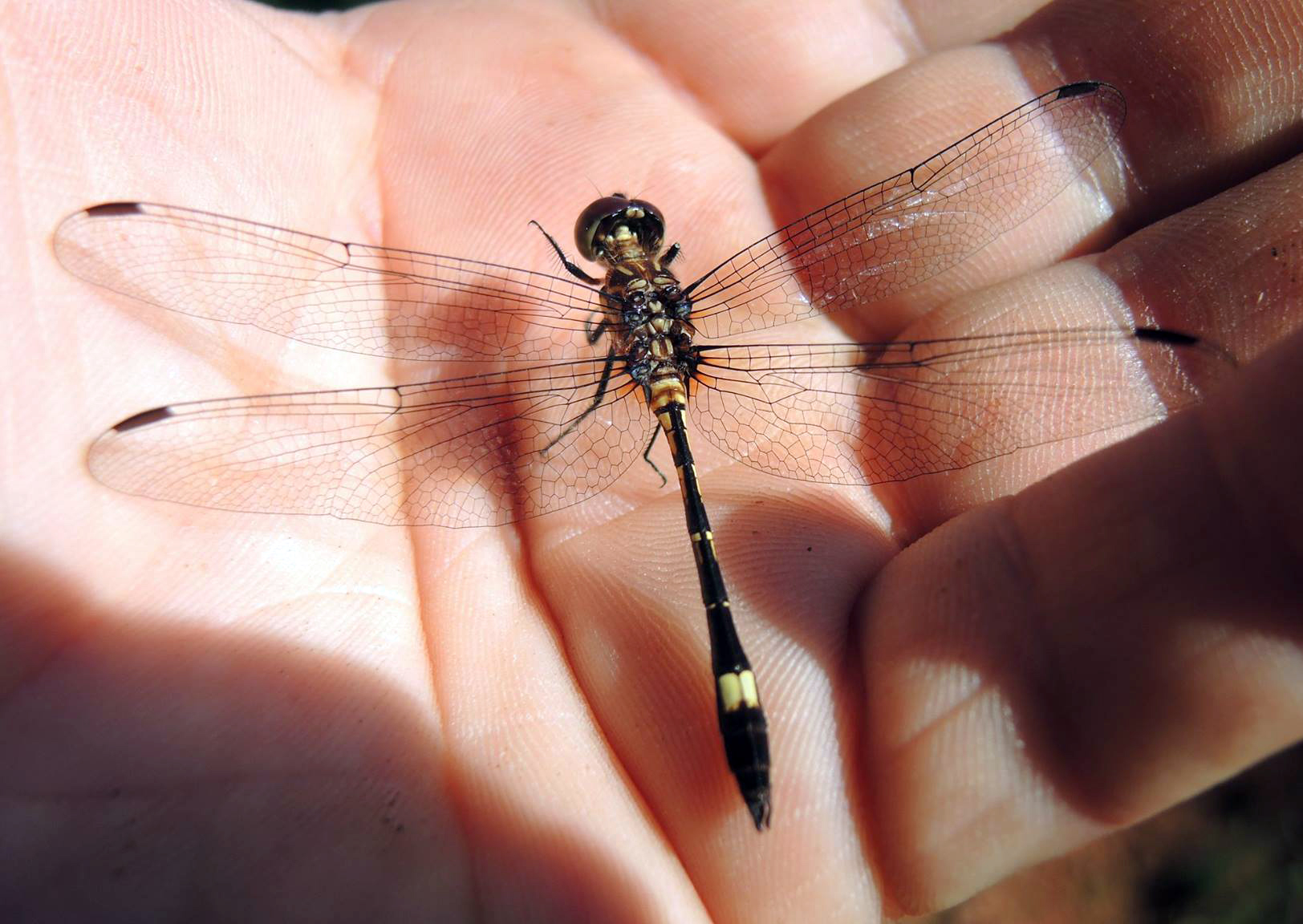
Macrothemis inequiunguis mâle

## Répartition
Macrothemis inequiunguis a été mentionnée dans l'État du Texas aux États-Unis, au Mexique, dans plusieurs pays des Antilles, dans le sud du Venezuela et de la Colombie.

## Habitat
Cette espèce se retrouve à proximité des rivières.